# Bahía Honda (ort)
Bahía Honda är en ort i Kuba.   Den ligger i provinsen Artemisa, i den västra delen av landet, 80 km väster om huvudstaden Havanna. Bahía Honda ligger 20 meter över havet och antalet invånare är 19 834.
Terrängen runt Bahía Honda är platt åt nordväst, men åt sydost är den kuperad. En vik av havet är nära Bahía Honda norrut. Runt Bahía Honda är det ganska tätbefolkat, med 58 invånare per kvadratkilometer. Bahía Honda är det största samhället i trakten. I omgivningarna runt Bahía Honda växer huvudsakligen savannskog.